# Martin Ehlers (Pädagoge)
Martin Ehlers (* 6. Januar 1732 in Nortorf; † 9. Januar 1800 in Kiel) war ein deutscher Reformpädagoge und Professor für Philosophie an der Universität zu Kiel in der Zeit der Aufklärung.

## Leben
Martin Ehlers wurde als Sohn von Delff Ehlers (1705–1770) und Gesa Ehlers geb. Leverent (gest. 1760) geboren. Um 1754 bis 1756 studierte Ehlers in Kiel und erwarb die Magisterwürde. Von 1757 bis 1760 studierte er in Göttingen Theologie und Philosophie. Er war Schüler von Johann Matthias Gesner. Am 9. April 1760 heiratete er in Wilster Helene Marg. Eckhoff, Tochter des Archidiakonus Wilhelm Eckhoff aus Wilster. Von 1760 bis 1768 war Ehlers Rektor der Lateinschule in Segeberg (heute Bad Segeberg). Hier war er Lehrer von Ernst Christian Trapp, dessen Studium er durch seine Bittschrift von 1764 (Die bey Zulassung...) ermöglichte.
1768 wurde er als Nachfolger von Johann Michael Herbart, dem Großvater von Johann Friedrich Herbart, Rektor der Lateinschule in Oldenburg in Oldenburg (damals dänisch), um das oldenburgische Schulwesen zu reformieren. Da er auf zahlreiche Widerstände stieß, die sich nicht überwinden ließen, wechselte er 1771 als Lehrer und Rektor an das Gymnasium Christianeum in Altona, damals dänisch als Bestandteil von Schleswig-Holstein. Er war als Rektor neben den beiden Direktoren und Professoren Paul Christian Henrici und Johann Jakob Dusch und dem Konrektor Friedrich Konrad Lange einer der ersten vier Lehrer des Christianeums.
1773 erhielt das Christianeum eine neue Schulordnung, die maßgeblich von dem Propst Georg Ludwig Ahlemann, dem Altonaer Physikus Philipp Gabriel Hensler, dem Nachfolger von Johann Friedrich Struensee und späteren Professor in Kiel, und dem Rektor Martin Ehlers beeinflusst wurde. Die drei kannten sich aus ihrer gemeinsamen Segeberger Zeit. Zumindest auf dem Papier setzten sie in dieser Schulordnung ihre philanthropischen Vorstellungen durch. Die Schule sollte den Schülern der gesitteten Stände offenstehen, sowohl denen, die ein Studium anstrebten, aber auch denen, die dies nicht vorhatten. Den modernen Sprachen und den Realien wurde ein fester Platz im Unterrichtsangebot eingeräumt. Ziel war die Anleitung zum Selbstdenken, und im Religionsunterricht sollte der Geist der Toleranz an oberster Stelle stehen.
Etwa 1775 wurde Martin Ehlers in Göttingen zum Dr. phil. promoviert. Er erhielt Rufe an die Universitäten St. Petersburg, Weimar und Stralsund, die er aber allesamt ablehnte. Bis 1776 bekleidete der Aufklärer die Stelle des Hauptrezensenten für die pädagogische Literatur in Friedrich Nicolais Allgemeiner Deutscher Bibliothek (1765–1806), die er dann seinem ehemaligen Schüler Ernst Christian Trapp überließ. 1776 wurde Ehlers Professor für Philosophie an der Universität Kiel. Er las dort bis zu seinem Tod im Januar 1800 neben theoretischer und praktischer Philosophie auch Pädagogik.

## Wirken
In seinen „Gedanken von den zur Verbesserung der Schulen nothwendigen Erfordernissen“ von 1766 entwickelte er auf 330 Seiten ein Reformprogramm und formulierte wohl als erster im deutschsprachigen Raum den Gedanken von der Erziehung durch den Staat (Nationalerziehung), er plädiert für die Säkularisierung des Schulwesens und die Professionalisierung des Lehrerberufes. Dieses Buch kann als der Auftakt der pädagogischen Diskussion in der Aufklärung gesehen werden.
Ehlers stand sowohl dem Pietisten Johann Julius Hecker als auch den Philanthropen Johann Bernhard Basedow, Joachim Heinrich Campe und seinem Schüler Ernst Christian Trapp nahe. In der Forderung nach einer vertieften Lehrerausbildung ging er wie Hecker von pietistischen Gedankengut aus. Mit Basedow stimmte er in der Forderung nach Schulmeisterseminaren überein und fordert Handfertigkeitsunterricht und Übungsschule. Als erster im deutschsprachigen Raum forderte er ausdrücklich die Professionalisierung der Lehrerausbildung und wandte sich dagegen, dass der Lehrerberuf nur als Wartestand für das Predigeramt benutzt wurde. Im Gegensatz zu den Pietisten, trat er für musikalische Erziehung und für Kunsterziehung ein, und er hielt das Spiel für bedeutsam in Lernprozessen.
Immanuel Kant erwähnt Ehlers in seiner Rezension von Johann Heinrich Schulz’ Versuch einer Anleitung zur Sittenlehre für alle Menschen ohne Unterschied der Religion, nebst einem Anhange von den Todesstrafen, die Kant im Jahre 1783 veröffentlichte. Kant weist dabei darauf hin, dass Herr Prof. Ehlers von der Freiheit des Willens einen Begriff gegeben habe, nämlich als einem Vermögen des denkenden Wesens, seiner jedesmaligen Ideenlage gemäß zu handeln. Als Ehlers’ philosophisches Hauptwerk gilt die von Kant erwähnte und 1782 in Dessau verlegte Schrift Über die Lehre von der menschlichen Freiheit und über die Mittel, zu einer hohen Stufe moralischer Freiheit zu gelangen.

## Werke
- Die bey Zulassung und Beförderung der Jugend zum Studiren nötige Behutsamkeit sucht bey Gelegenheit einer den 7ten September auszustellende Redehandlung, wozu alle Gönner und Freunde der Segebergischen Schule geziemend eingeladen werden, anzupreisen, und zugleich einen hoffnungsvollen Jüngling aller Gönner und Freunden der studirenden Jugend bestens zu empfehlen Martin Ehlers, gedachter Schule Rector. Iversen, Altona/Lübeck 1764.
- Gedanken von den zur Verbesserung der Schulen nothwendigen Erfordernissen. Altona/Lübeck 1766.
- Gedanken vom Vocabellernen beym Unterricht in Sprachen. Nebst einer Zuschrift an seine Schüler. Iversen, Altona 1770.
- Einige das Gymnasium zu Altona betreffenden Bemerkungen und Gedanken. Programm. Iversen, Altona 1774.
- Sammlung kleiner das Schul- und Erziehungswesen betreffender Schriften. Korte, Flensburg 1776.
- Betrachtungen über die Sittlichkeit der Vergnügungen. Korte, Flensburg/Leipzig 1779.
- Über die Lehre von der menschlichen Freyheit und über die Mittel, zu einer hohen Stufe moralischer Freyheit zu gelangen. Buchhandlung der Gelehrten, Dessau 1782.
- Discours sur la liberté. Librairie des Savants, Dessau/Leipzig 1783.
- Ueber die Unzulässigkeit des Büchernachdrucks nach dem natürlichen Zwangsrecht. Buchhandlung der Gelehrten, Dessau/Leipzig 1784.
- Winke für gute Fürsten, Prinzenerzieher und Volksfreunde Erster Theil. Bohn, Kiel/Hamburg 1786.
- Winke für gute Fürsten, Prinzenerzieher und Volksfreunde Zweiter und letzter Theil. Bohn, Kiel/Hamburg 1787.
- Betrachtungen über die Sittlichkeit der Vergnügungen in zween Theilen. 2. verbesserte Auflage. Korten, Flensburg/Schleswig/Leipzig 1790.
- Staatswissenschaftliche Aufsätze. Kiel 1791.